# Ilja Jefimowitsch Repin

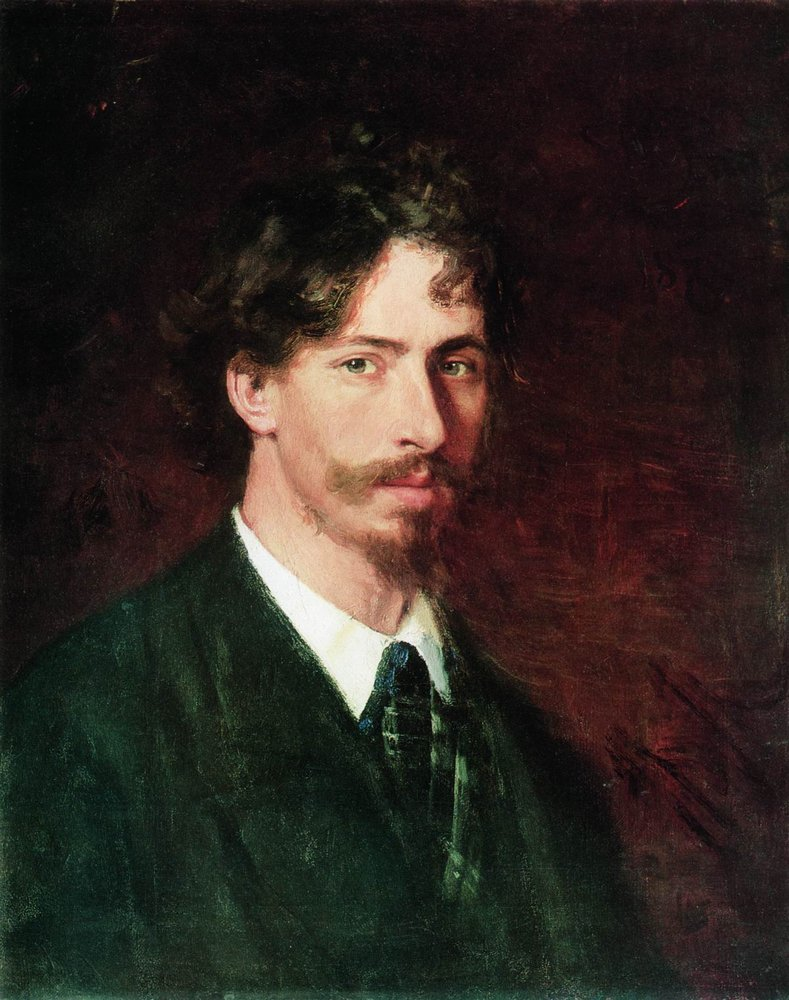
Ilja Jefimowitsch Repin (Selbstporträt, 1878)

Ilja Jefimowitsch Repin (russisch Илья́ Ефи́мович Ре́пин, wiss. Transliteration Il'ja Efimovič Repin; * 24. Julijul. / 5. August 1844greg. in Tschugujew im Gouvernement Charkow, Russisches Kaiserreich; † 29. September 1930 in Kuokkala, damals Finnland, jetzt Repino, Oblast Leningrad) war ein russischer Maler. Repin gilt als der bedeutendste Vertreter des russischen Realismus.

## Leben

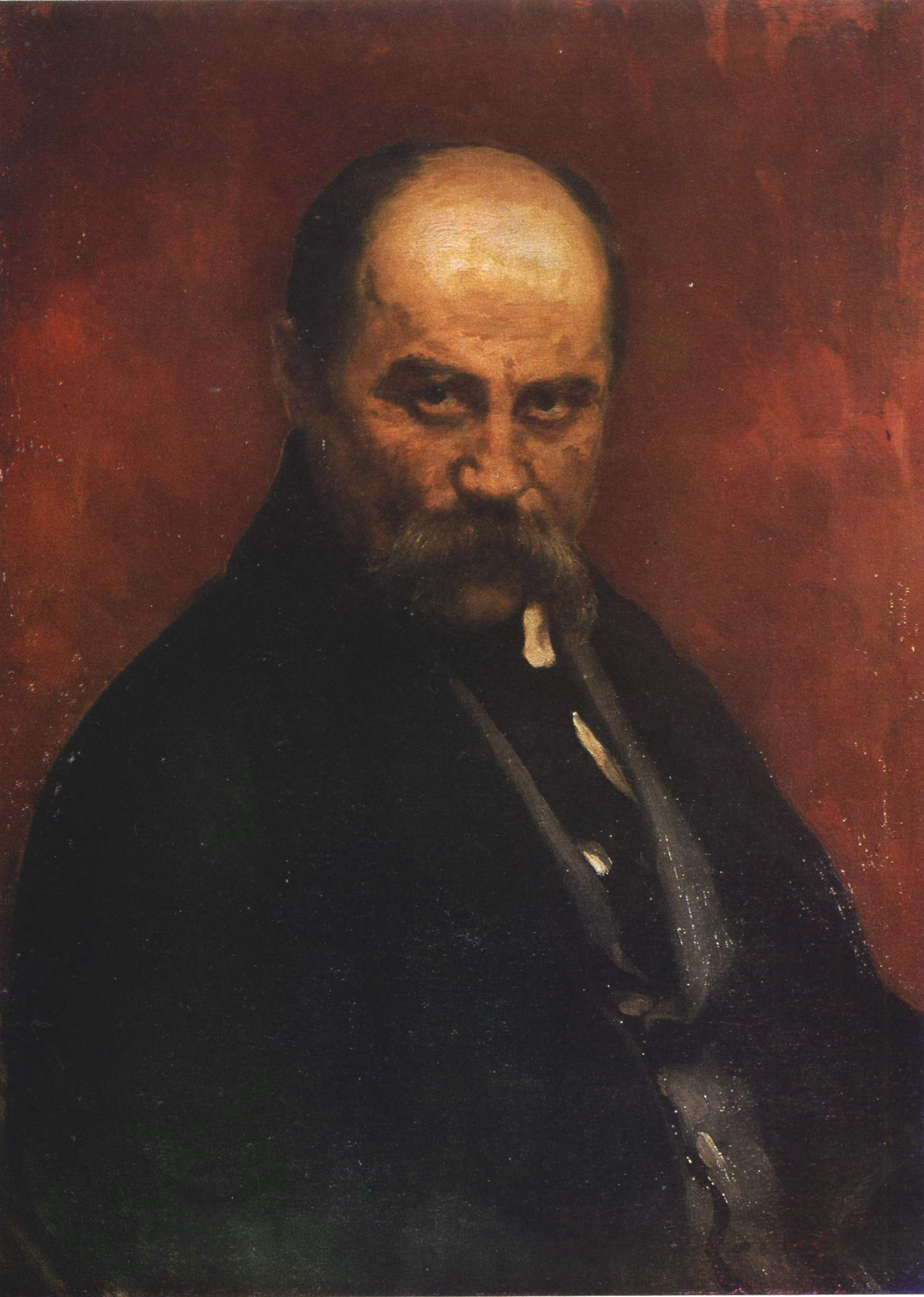
Ilja Repin. Taras Schewtschenko, 1888

Repin wurde als Sohn von Jefim Wasilewitsch Repin (1804–1894), eines Militärsiedlers kosakischer Herkunft, in der historischen Region Sloboda-Ukraine geboren. Seine Mutter Tatiana Stepanowna Repina (geb. Bocharova) (1811–1880) war als Lehrerin an der lokalen Schule tätig. Repin hatte sechs Geschwister. Ab 1855 besuchte er eine Militärtopographieschule. Repins erster Lehrer von 1857 bis 1863 war ein lokaler Ikonenmaler, zu dem ihn seine Mutter als Dreizehnjährigen schickte, da sie seine künstlerische Begabung erkannt hatte. Weitere frühe Einflüsse waren die traditionelle ukrainische Dumka und Poesie von Taras Schewtschenko, den Repin später porträtierte.
Ab 1870 studierte er an der Akademie der Künste in Sankt Petersburg. Bei einer Reise an die Wolga, die er 1870 mit Malerfreunden unternahm, fand er das Motiv für sein vielleicht berühmtestes Gemälde, Die Wolgatreidler. Er befreundete sich mit dem Kritiker Wladimir Stassow und lernte in dessen Salon die Komponisten Modest Mussorgski, Nikolai Rimski-Korsakow und Alexander Borodin kennen. 1872 schloss er sich der Künstlergruppe Peredwischniki (dt. Wanderer) an.

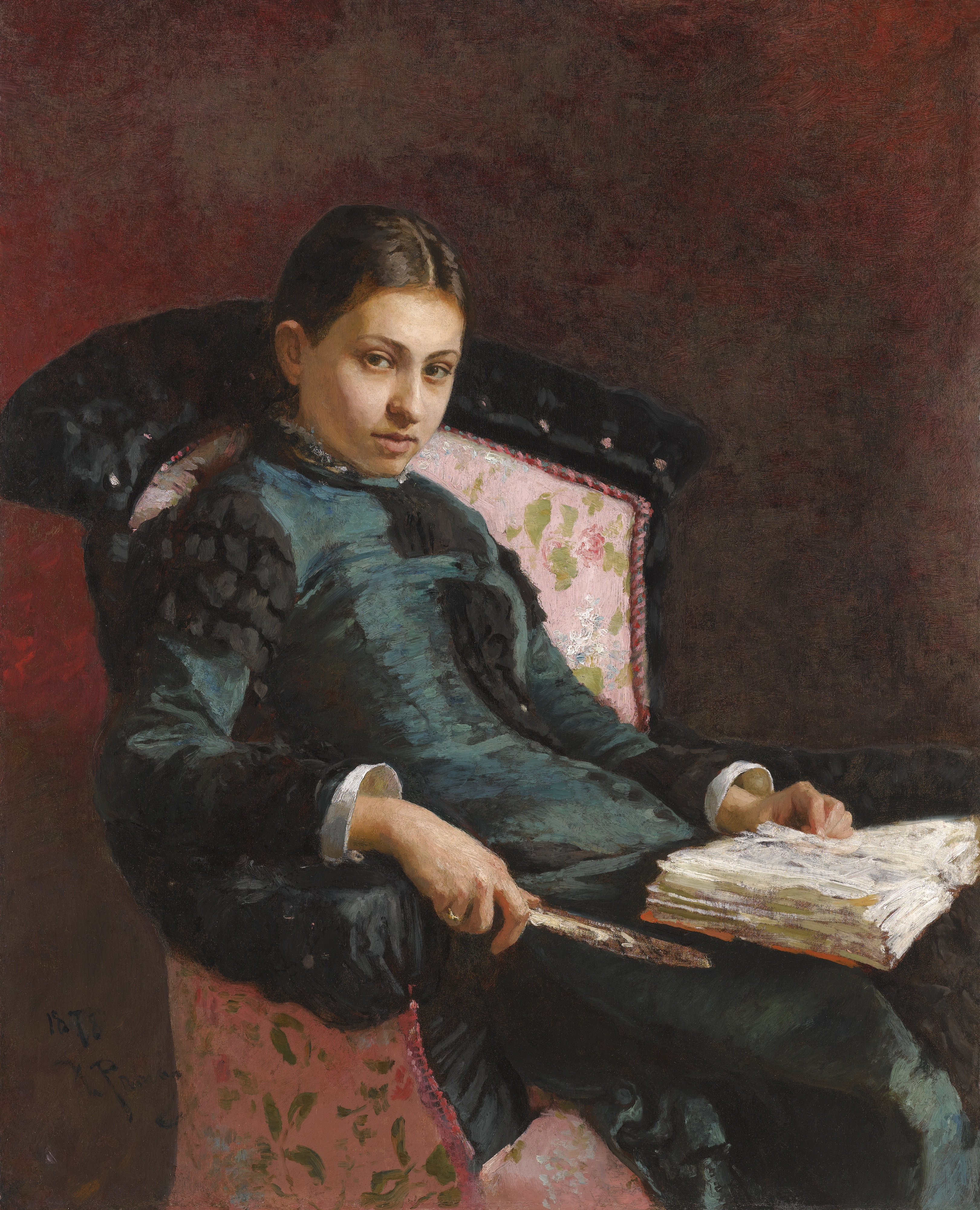
Wera Repina (1878)

1872 schloss er sein Studium ab und erhielt für seine Abschlussarbeit ein fünfjähriges Auslandsstipendium. Im selben Jahr heiratete er Wera Schewzowa, deren Vater an der Sankt Petersburger Akademie unterrichtete. Die gemeinsame Tochter Regina Repina (1872–1947) wurde Sängerin. Sein Stipendium führte ihn 1873 über Wien und Italien nach Paris. Dort setzte er sich mit dem Impressionismus auseinander und traf Édouard Manet. Sein Beitrag zum Pariser Salon von 1875, Pariser Café, fand allerdings keine Beachtung. Als er auch im Jahr darauf keinen Erfolg erzielen konnte, kehrte er schon zwei Jahre vor Ablauf seines Stipendiums enttäuscht nach Russland zurück und beschloss, sich fortan russischen Themen zu widmen.
Er beschäftigte sich in den folgenden Jahren mit Sujets der russischen Geschichte, aber auch mit zeitgenössischen Themen. 1879 malte er Die Verhaftung des Propagandisten. Ein Jahr darauf entstand die erste großformatige Version von Die Saporoger Kosaken schreiben dem türkischen Sultan einen Brief. Als Berater diente ihm sein Freund, der Historiker Dmytro Jawornyzkyj, dessen Porträt der Künstler in die Mitte der Komposition stellte. Repin lernte Leo Tolstoi kennen und schätzen, den er auch mehrfach malte. 1881 schuf er mehrere Porträts bedeutender Zeitgenossen (darunter den sterbenden Modest Mussorgski). Erste Studien zu seinen Monumentalwerken Prozession im Gouvernement Kursk und Iwan der Schreckliche und sein Sohn am 16. November 1581 entstanden in dieser Zeit.
Der Mäzen Pawel Michailowitsch Tretjakow, Sammler und Namensgeber der heutigen Tretjakow-Galerie in Moskau, zählte zu Repins Auftraggebern für Porträts. Nach dem Umzug von Moskau nach St. Petersburg trennte sich Repin 1882 von seiner Frau Wera, die beiden blieben einander aber freundschaftlich verbunden.
Zwischen 1882 und 1899 unternahm Ilja Repin mehrere Reisen durch Europa, ins tiefste Sibirien, auf die Krym und in den Orient. 1896 erhielt er auf der Internationalen Kunstausstellung in Berlin eine kleine Goldmedaille. Er galt als führender russischer Maler seiner Zeit und wurde von Zar Alexander III. beauftragt, die Akademie in St. Petersburg, wo er ab 1892  als Professor lehrte, zu reformieren. Er porträtierte Maxim Gorki und wurde 1901 Mitglied der französischen Ehrenlegion.

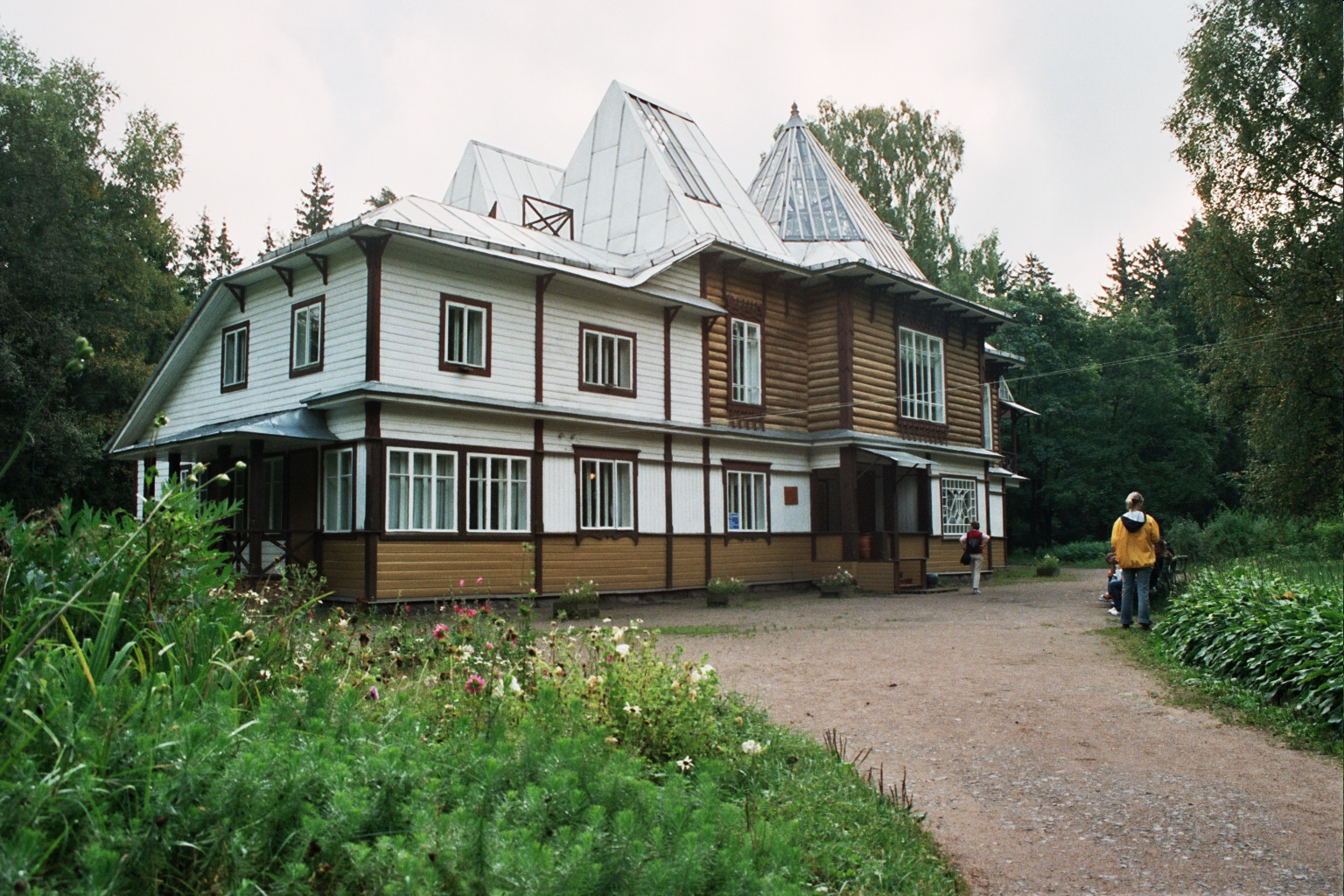
Villa Penaten in Repino

1900 ging er eine Zivilehe mit der russischen Schriftstellerin Natalia Nordman ein. 1903 ließ er sich im finnischen Kuokkala auf dem Landsitz seiner Frau nieder. In ihrer Villa Penaten (Repino) ließ sie ihm ein Atelier einrichten, und er fand dort seinen neuen Lebensmittelpunkt. Nordman starb 1914 und vererbte ihm die Penaten.
Unter dem Einfluss Tolstois lebte Repin seit etwa 1891 vegetarisch. Während seiner Ehe mit Natalia Nordman wurde sein Vegetarismus sogar noch strenger, so dass er fast alle Lebensmittel tierischen Ursprungs mied. Er behielt diese Lebensweise auch nach ihrem Tod überwiegend bei.
Im Auftrag der Regierung malte er gemeinsam mit seinen Schülern Boris Kustodijew und Iwan Kulikow 1903 das Historiengemälde Festsitzung des Staatsrates am 7. Mai 1901, dem hundertsten Jahrestag seit seiner Gründung. Die gut 40 Porträtstudien, die Repin in diesem Zusammenhang schuf, bilden innerhalb seines Werkes eine herausragende Gruppe. Zu dieser Zeit plagte den Künstler eine durch Rheuma fast gelähmte rechte Hand. Er hob deshalb oft hervor, den ganzen Staatsrat mit links gemalt zu haben.
Nach der russischen Niederlage im Russisch-Japanischen Krieg 1905 kam es in Russland zu Unruhen. Die brutale Niederschlagung eines friedlichen Demonstrationszugs am Petersburger Blutsonntag (9.jul. / 22. Januar 1905greg.) inspirierte Repin zu den kritischen Gemälden Blutiger Sonntag und Rote Beerdigung. Repin zog sich vom Lehrbetrieb zurück und engagierte sich gemeinsam mit Tolstoi gegen die Todesstrafe. 1911 besuchte er noch einmal Rom und in München Marianne von Werefkin und Alexej Jawlensky. Danach schrieb er in Kuokkala seine Memoiren. Er porträtierte die Opernsängerin Adelaïde von Skilondz. Mit dem Ersten Weltkrieg und der russischen Revolution änderte sich die Grenzziehung, und Kuokkala gehörte nunmehr zum unabhängigen Finnland. Repin war ab 1918 finnischer Staatsbürger. Sein Interesse als Maler wendete sich biblischen Themen zu. Großes Ansehen genoss er auch nach der Gründung der Sowjetunion. Am 29. September 1930 starb Ilja Repin auf seinem Landsitz und wurde dort auch beigesetzt. Nach dem Winterkrieg 1940 wurde das Gebiet russisch und gehört heute zur Oblast Leningrad.

## Werk
In seinen Bildern stellt Repin vor allem das Leben des ukrainischen sowie russischen Volkes dar und prangert soziale Missstände an. Seine späteren Werke widmen sich historischen Darstellungen und Porträts berühmter russischer Komponisten, wie Michail Glinka und Modest Mussorgski, Schriftsteller,  wie zum Beispiel Iwan Turgenew, und russischer Malerkollegen.
Seine Werke gelten als Vorbild des sowjetischen sozialistischen Realismus, in dem jedoch die Meisterschaft von Repin kaum je erreicht wurde. Seine Momentaufnahmen verbinden psychologische Elemente, etwa in der Überraschung der Gesichter bei der unerwarteten Heimkehr eines Exilanten, mit dem virtuosen Spiel und den Farben des Lichts, das Repin aus seiner Auseinandersetzung mit dem Impressionismus in die russische Malerei einbrachte.

## Eponyme
1988 wurde der Asteroid (2468) Repin nach ihm benannt. Die Kaiserliche Kunstakademie in Sankt Petersburg trägt seinen Namen.

## Bilder
(Auswahl)

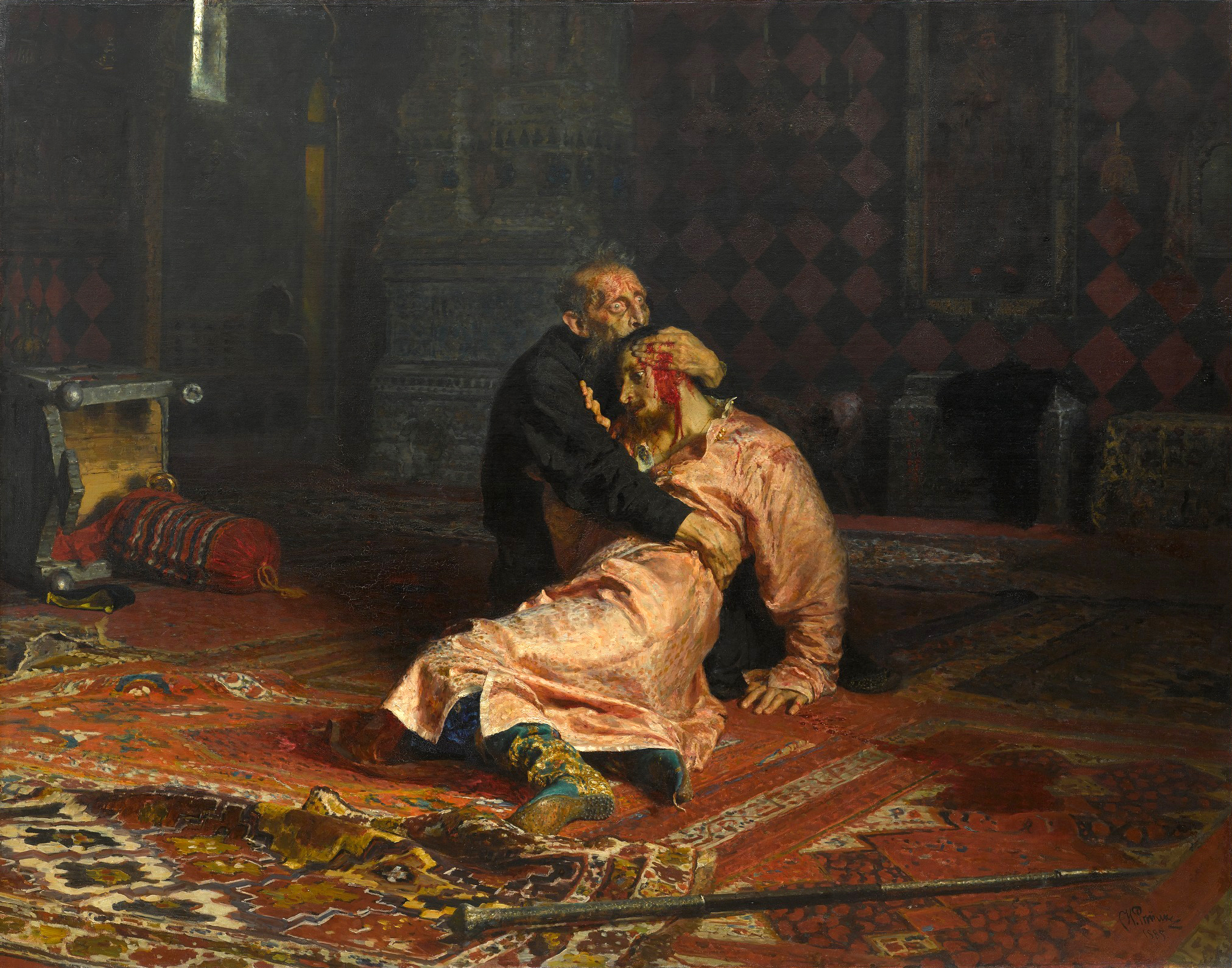
Iwan der Schreckliche und sein Sohn, 1870–1873, Tretjakow-Galerie
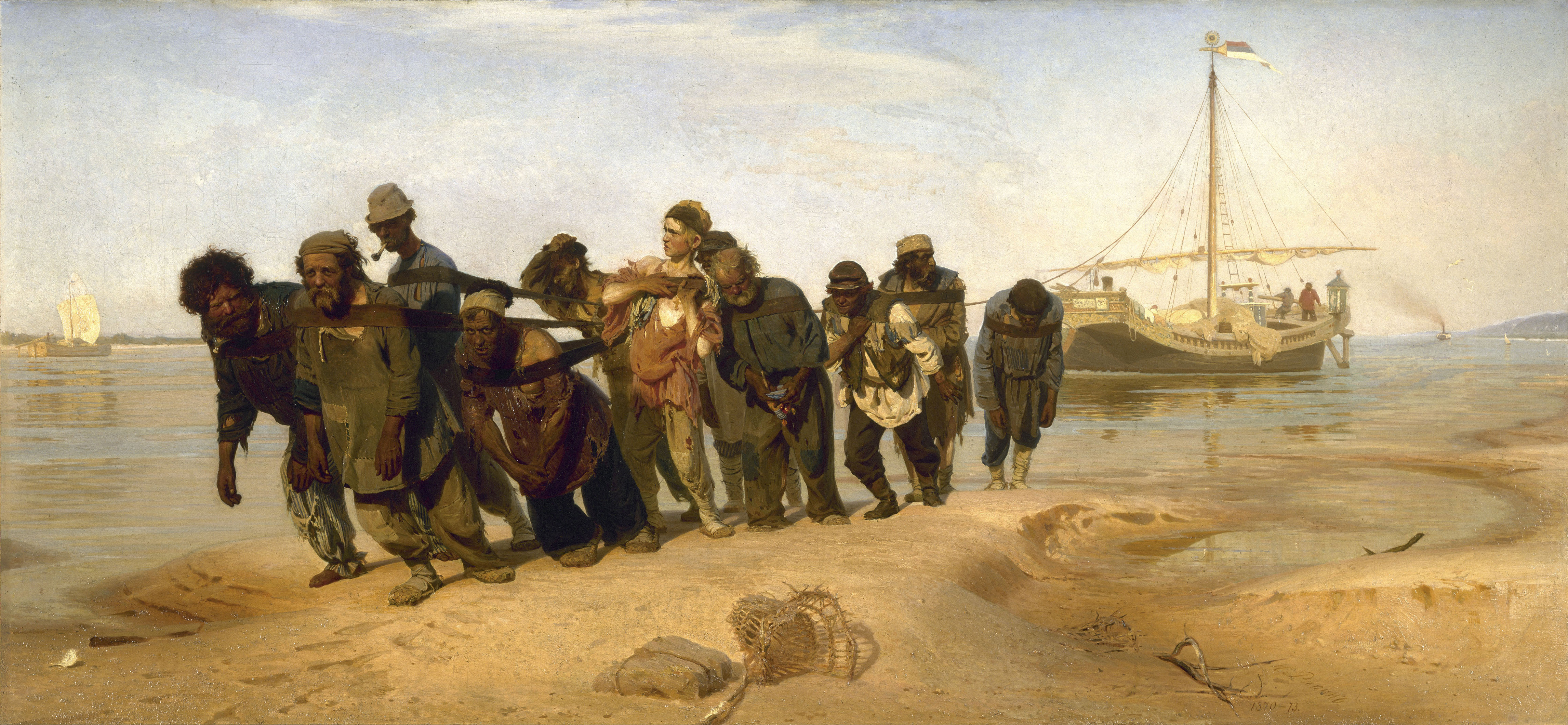
Die Wolgatreidler (Бурлаки на Волге), 1870–1873, Russisches Museum
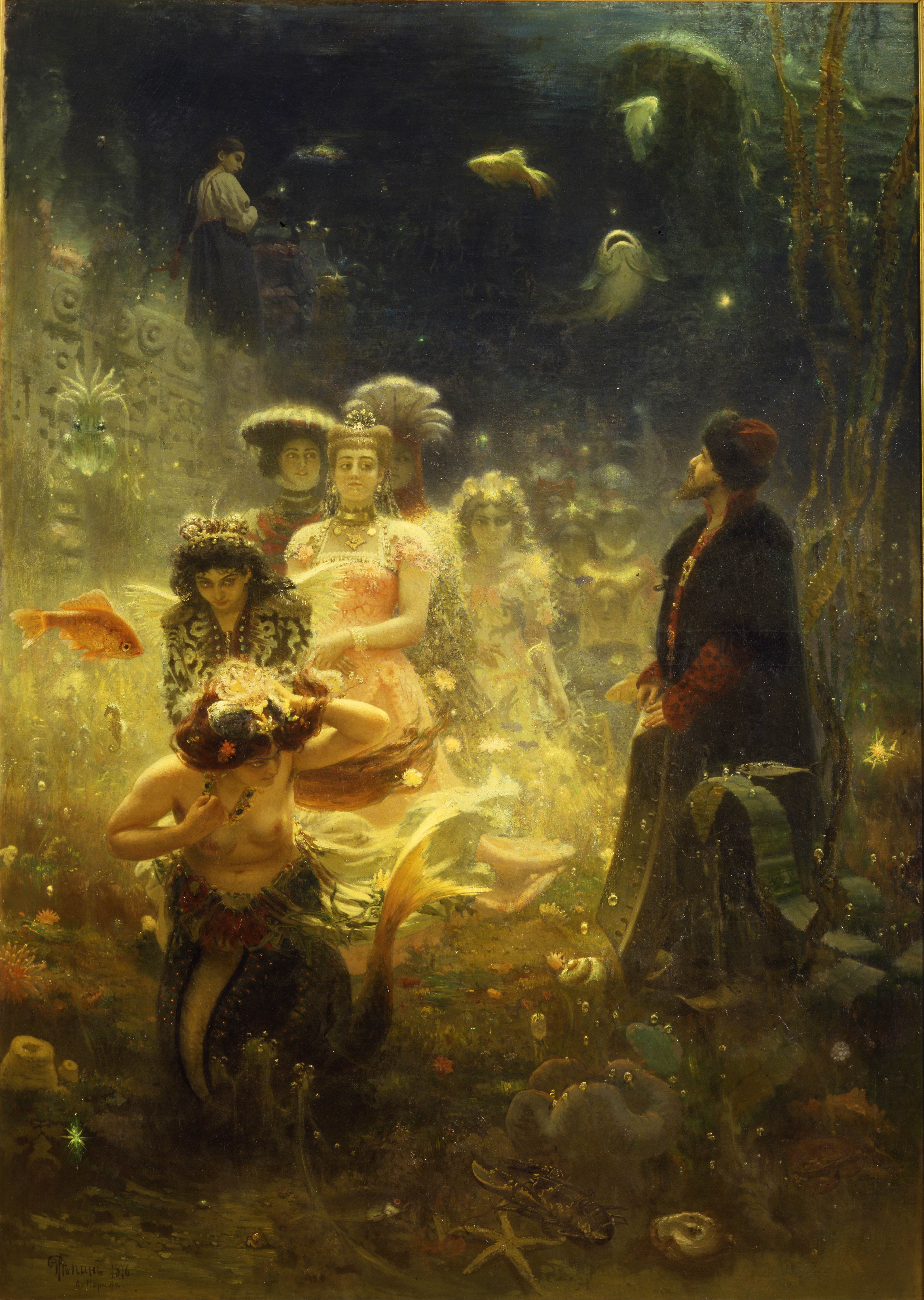
Sadko im Unterwasserkönigreich, 1876, Russisches Museum
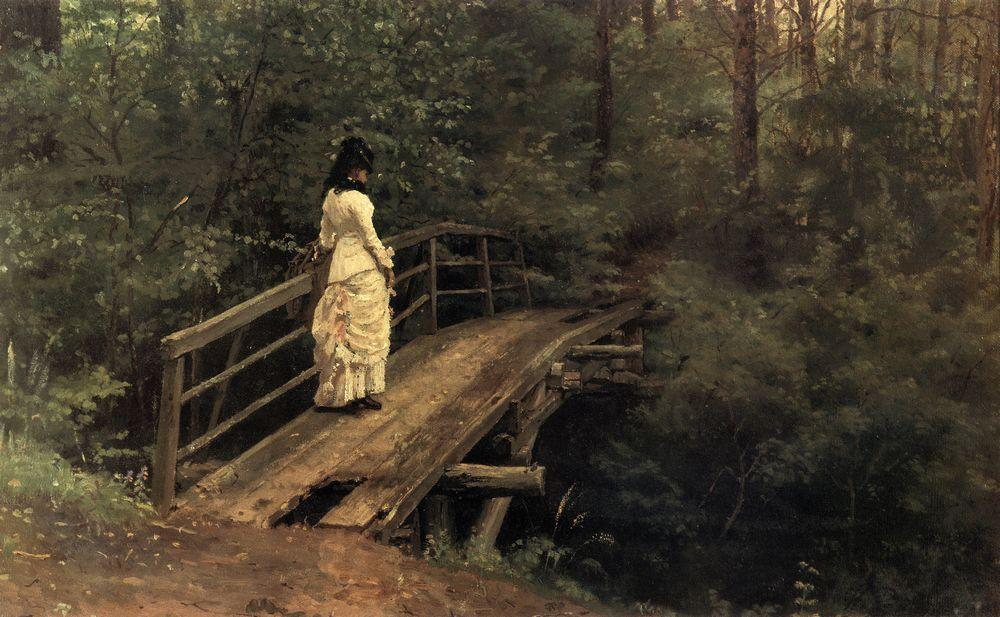
Sommerlandschaft – Wera Alexejewna Repina auf einer Brücke in Abramzewo (Летний пейзаж − Вера Алексеевна Репина на мостике в Абрамцеве), 1879, Puschkin-Museum
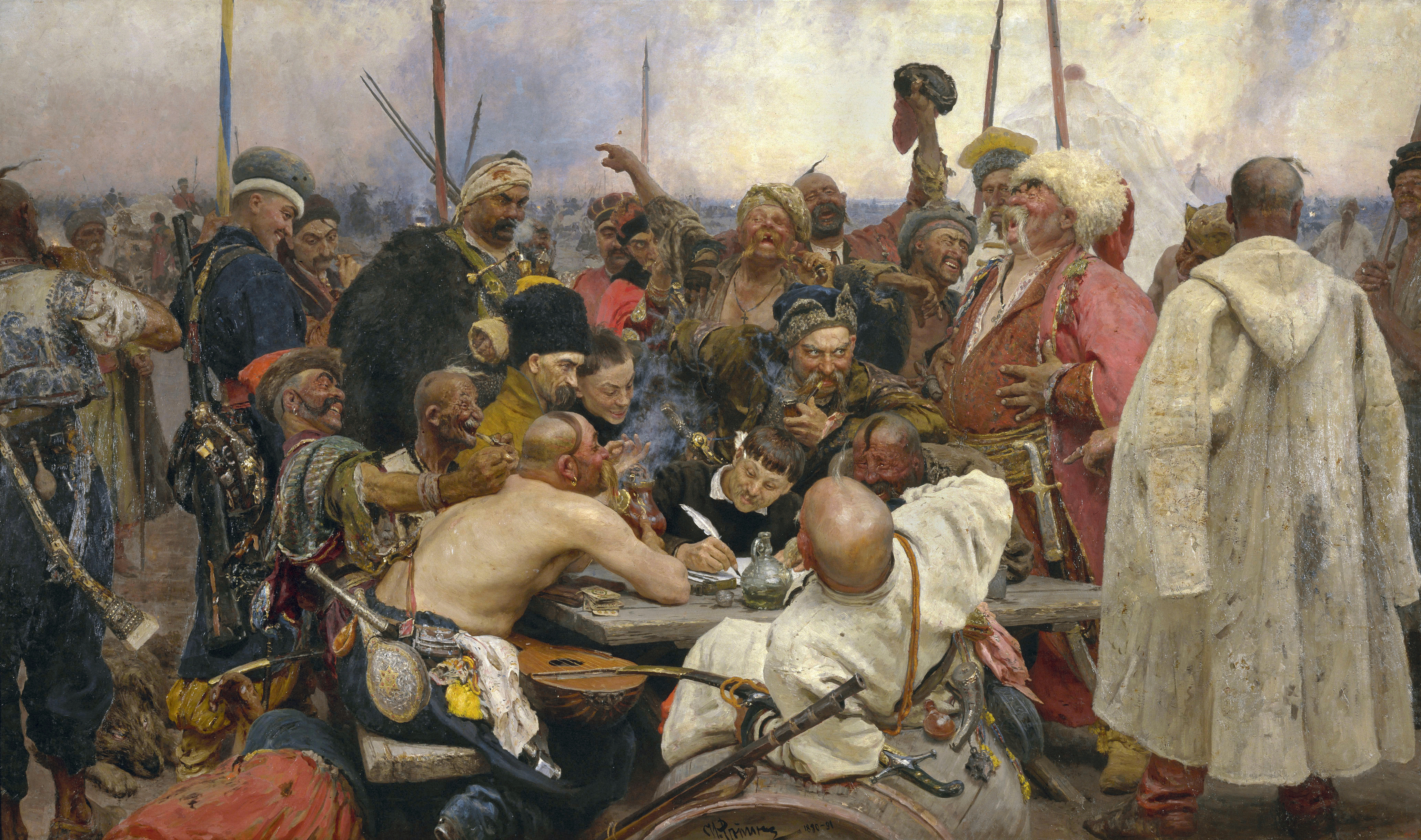
Die Saporoger Kosaken schreiben dem türkischen Sultan einen Brief, 1880–1891, Russisches Museum
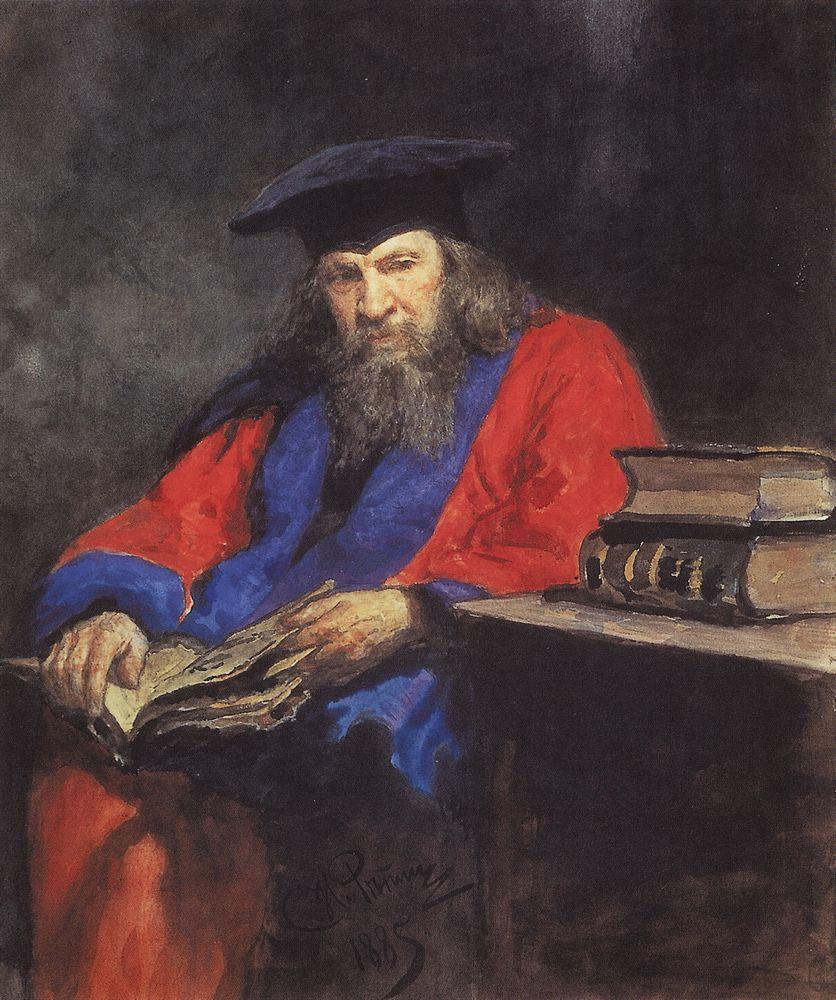
Dmitri Iwanowitsch Mendelejew, 1885, Tretjakow-Galerie
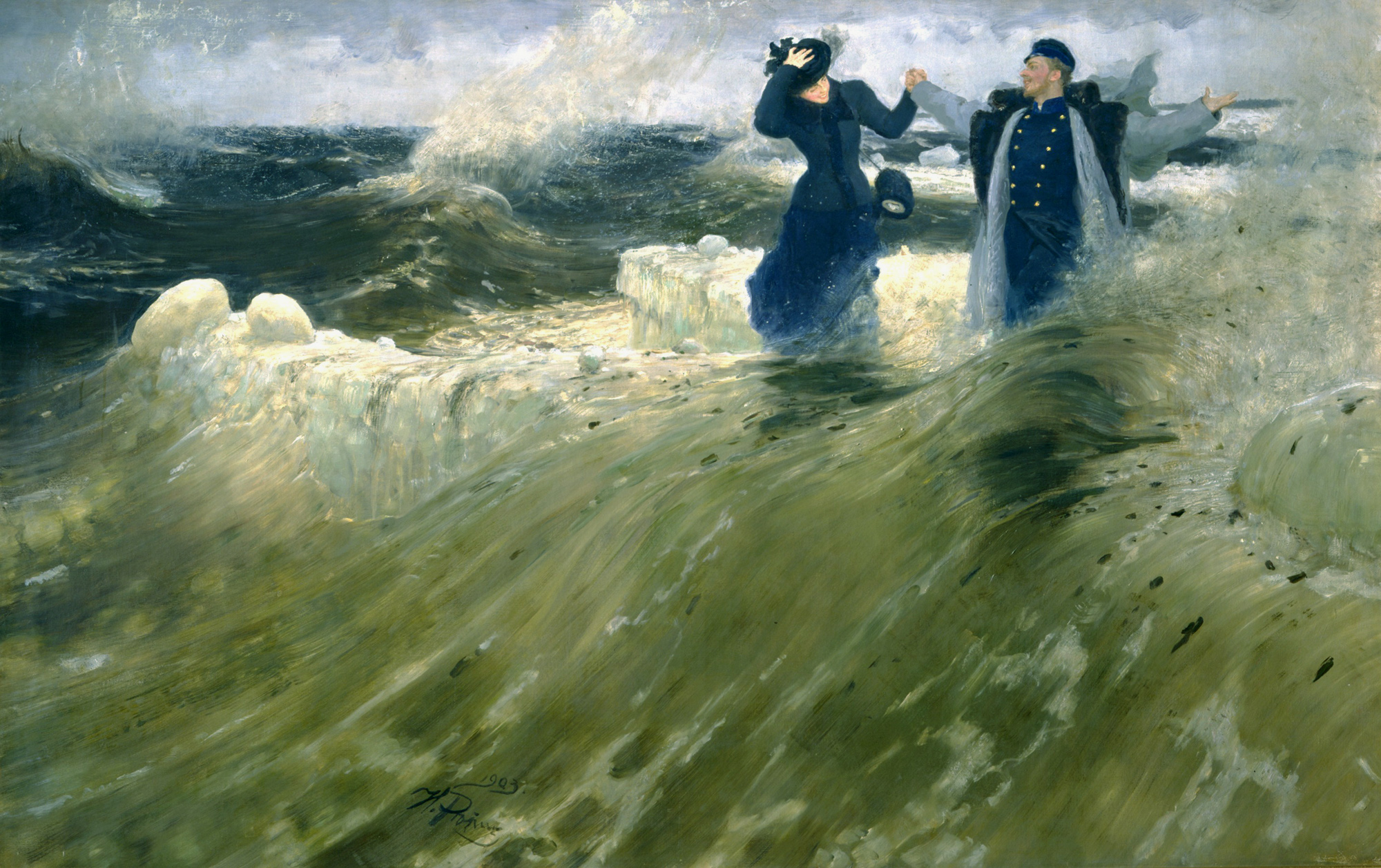
Welch’ Freiheit! (Какой простор!), 1903, Russisches Museum
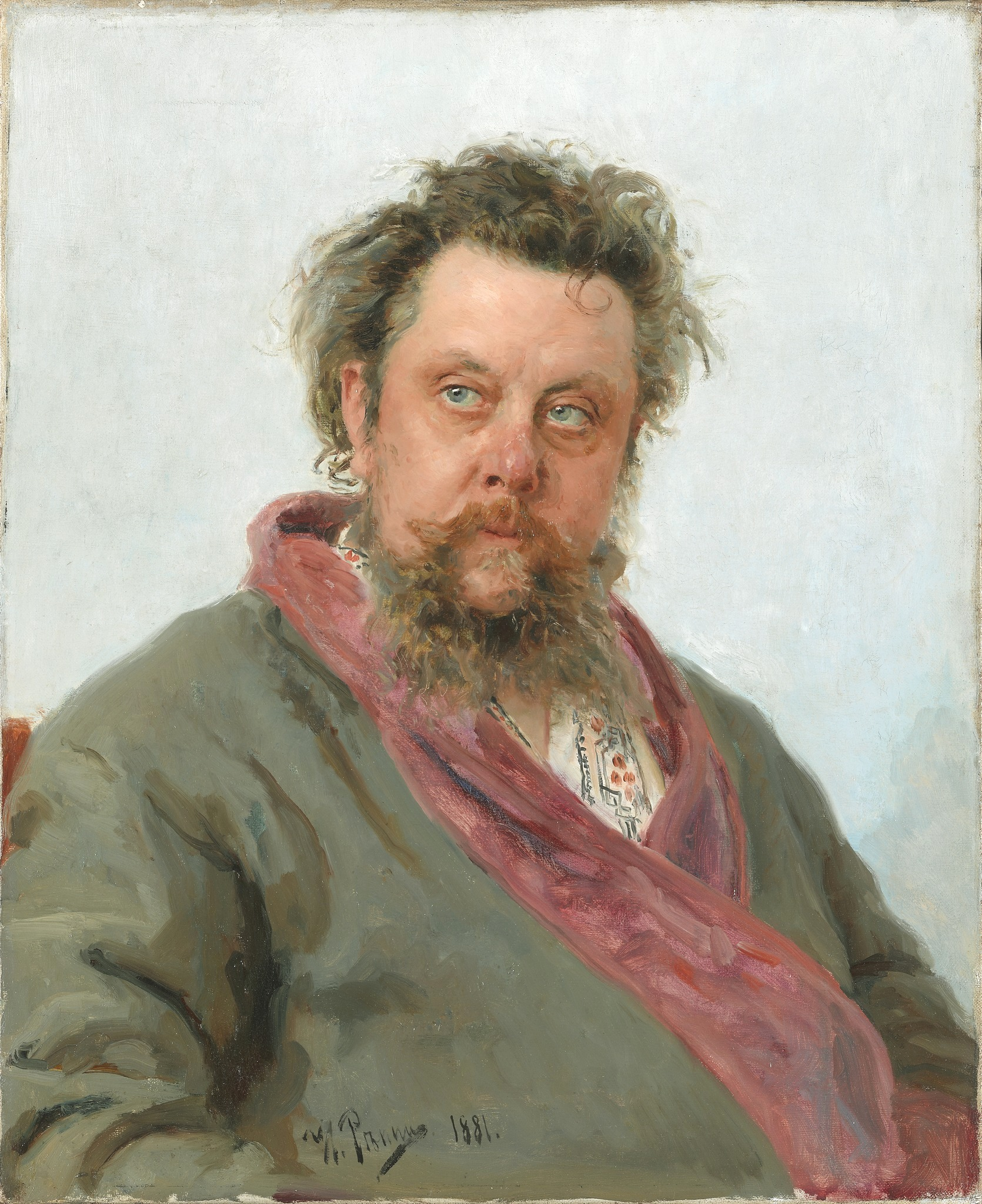
Modest Mussorgsky, 1881, Tretjakow-Galerie
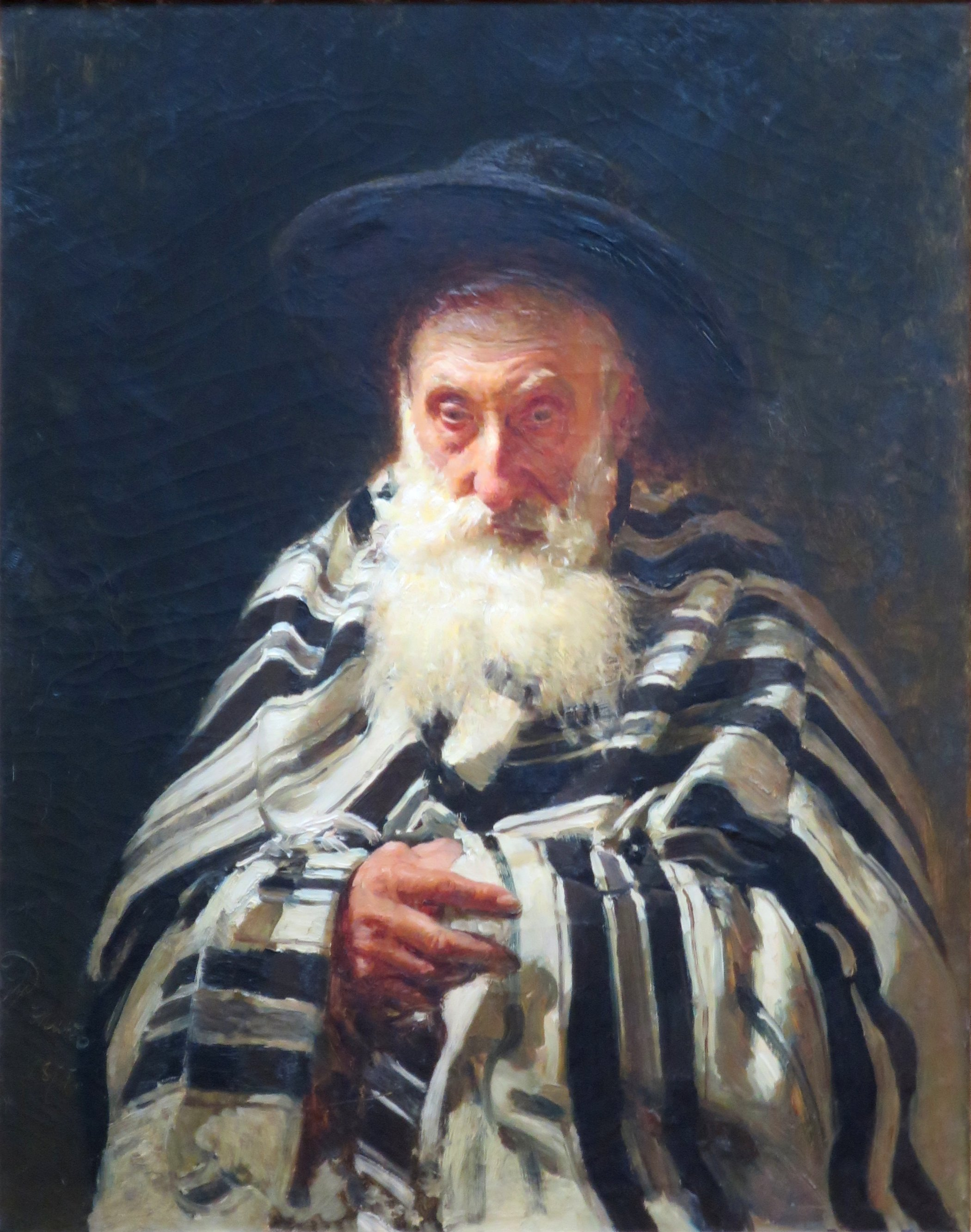
Jude im Gebet, 1875, Tretjakow-Galerie
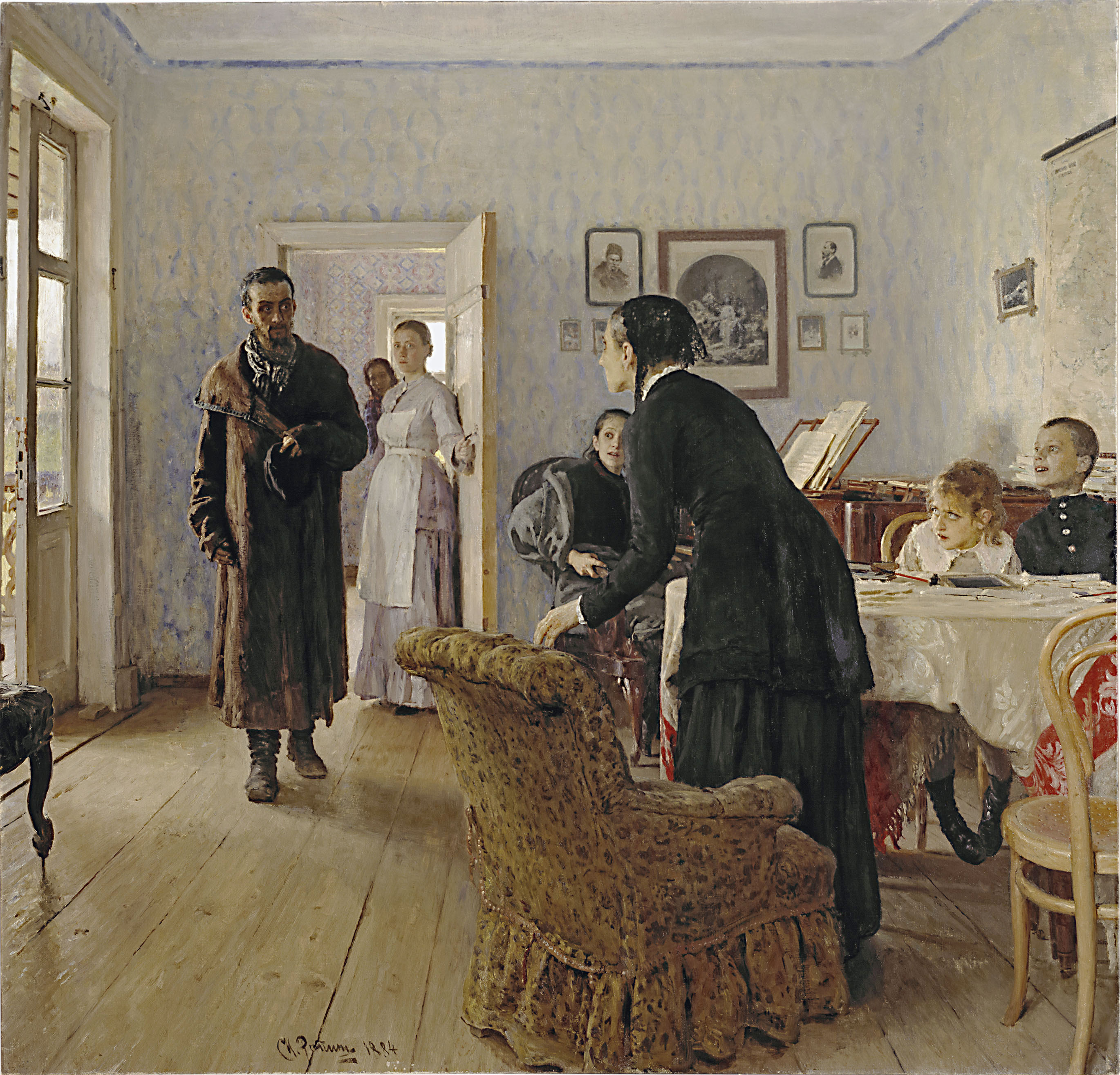
Unerwartete Heimkehr, 1884–1888, Tretjakow-Galerie
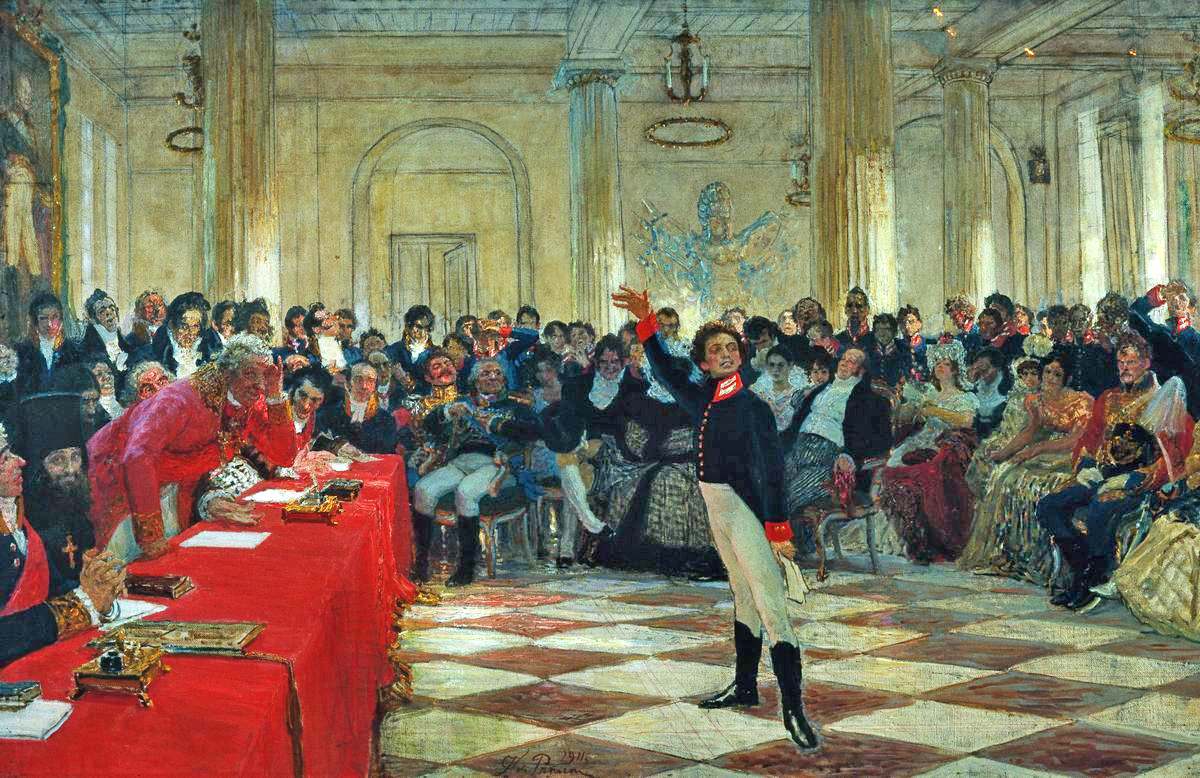
Alexander Sergejewitsch Puschkin trägt Gawriil Romanowitsch Derschawin sein Gedicht vor, 1911, Puschkin-Museum
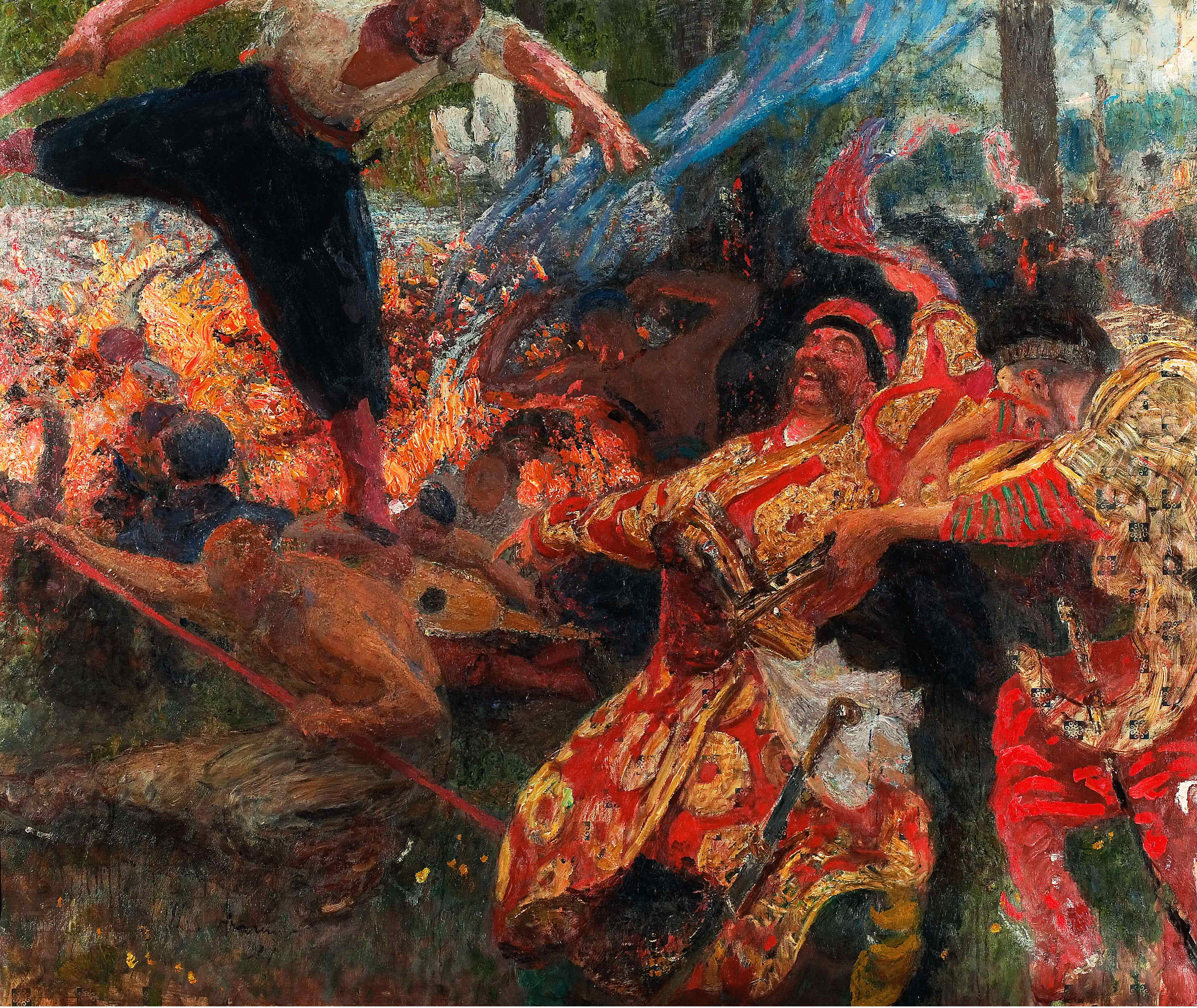
Hopak, 1927